# Municipio de Washington (condado de Doniphan)
El municipio de Washington (en inglés: Washington Township) es un municipio ubicado en el condado de Doniphan en el estado estadounidense de Kansas. En el año 2010 tenía una población de 3079 habitantes y una densidad poblacional de 34,73 personas por km².

## Geografía
El municipio de Washington se encuentra ubicado en las coordenadas 39°46′33″N 94°56′30″O / 39.77583, -94.94167. Según la Oficina del Censo de los Estados Unidos, el municipio tiene una superficie total de 88.65 km², de la cual 84,9 km² corresponden a tierra firme y (4,23 %) 3,75 km² es agua.

## Demografía
Según el censo de 2010, había 3079 personas residiendo en el municipio de Washington. La densidad de población era de 34,73 hab./km². De los 3079 habitantes, el municipio de Washington estaba compuesto por el 92,72 % blancos, el 3,64 % eran afroamericanos, el 0,49 % eran amerindios, el 0,23 % eran asiáticos, el 0,42 % eran de otras razas y el 2,5 % eran de una mezcla de razas. Del total de la población el 2,34 % eran hispanos o latinos de cualquier raza.